# Nowo-Kamenskoje
Nowo-Kamenskoje (russisch Ново-Каменское, deutsch Kathrinlacken, litauisch Kotrynlaukiai) ist ein kleiner Ort in der russischen Oblast Kaliningrad. Er gehört zur kommunalen Selbstverwaltungseinheit Stadtkreis Tschernjachowsk im Rajon Tschernjachowsk.

## Geographische Lage
Nowo-Kamenskoje liegt 16 Kilometer westlich der Stadt Tschernjachowsk (Insterburg) und zwei Kilometer südöstlich von Kamenskoje (Saalau). Ein zweiter Ortsteil liegt zwei Kilometer nordwestlich unmittelbar südlich von Kamenskoje an der Kommunalstraße 27K-125 von Meschduretschje (Norkitten) über Schaworonkowo (Wirbeln) nach Dalenje (Groß Schirrau). Die nächste Bahnstation ist Meschduretschje an der Bahnstrecke Kaliningrad–Tschernyschewskoje, einem Teilstück der einstigen Preußischen Ostbahn.

## Geschichte
Der vor 1946 Kathrinlacken genannte Ort erfuhr im Jahre 1615 seine Gründung. Bis 1928 war das Dorf ein Vorwerk des Gutes Saalau (heute russisch: Kamenskoje), das ab 1874 zum Amtsbezirk Saalau im Landkreis Insterburg und Regierungsbezirk Gumbinnen der preußischen Provinz Ostpreußen gehörte. Im Jahre 1905 waren in Kathrinlacken 100 Einwohner registriert. Am 30. September 1928 fusionierten die Landgemeinde Saalau und der Gutsbezirk Saalau – zusammen mit den Nachbarorten Klein Pruskehmen (1938–1946: Preußdendorf) und Rudlacken (1938–1946: Jägersruh, beide Orte sind nicht mehr existent) zur neuen Landgemeinde Saalau, in der Kathrinlacken eine Ortschaft wurde.
Im Jahre 1945 kam Kathrinlacken mit dem nördlichen Ostpreußen zur Sowjetunion. Zu einem unbekannten Zeitpunkt erhielt der Ort die russische Bezeichnung „Nowo-Kamenskoje“ und wurde dem Kamenski selski Sowet im Rajon Tschernjachowsk zugeordnet. Von 2008 bis 2015 gehörte Nowo-Kamenskoje zur Landgemeinde Kamenskoje selskoje posselenije und seither zum Stadtkreis Tschernjachowsk.

## Kirche
Mit seiner überwiegend evangelischen Dorfbevölkerung war Kathrinlacken bis 1945 in das Kirchspiel Saalau (heute russisch: Kamenskoje) eingepfarrt. Es lag im Kirchenkreis Insterburg in der Kirchenprovinz Ostpreußen der Kirche der Altpreußischen Union. Heute liegt Now-Kamenskoje im Einzugsgebiet der in den 1990er Jahren neu entstandenen evangelisch-lutherischen Gemeinde in Talpaki (Taplacken), einer Filialgemeinde der Auferstehungskirche in Kaliningrad (Königsberg) in der Propstei Kaliningrad der Evangelisch-lutherischen Kirche Europäisches Russland.